# 가지안테프주

가지안테프주의 위치

가지안테프주(튀르키예어: Gaziantep ili)는 튀르키예 중남부에 위치한 주로, 동남아나톨리아 지역에 속한다. 주도는 가지안테프이며 면적은 6,000km2, 인구는 1,560,023명(2006년 기준), 자동차 번호는 27번, 시외전화 지역번호는 0342번이다. 북쪽으로는 아디야만주, 동쪽으로는 샨리우르파주, 남쪽으로는 킬리스주와 시리아, 남서쪽으로는 하타이주, 서쪽으로는 오스마니예주, 북서쪽으로는 카흐라만마라시주와 접하며 9개 군을 관할한다.